# Camponotus staryi
Camponotus staryi är en myrart som beskrevs av Bohdan Pisarski 1971. Camponotus staryi ingår i släktet hästmyror, och familjen myror. Inga underarter finns listade.